# Myiobius sulphureipygius
Caça-moscas-d'uropígio-amarelo ou assanhadinho-de-rabadilha-amarela (Myiobius sulphureipygius) é uma espécie de ave da família Tityridae.
Pode ser encontrada nos seguintes países: Belize, Colômbia, Costa Rica, Equador, Guatemala, Honduras, México, Nicarágua e Panamá.
Os seus habitats naturais são: florestas subtropicais ou tropicais húmidas de baixa altitude.